# Cardiochiles floridanus
Cardiochiles floridanus är en stekelart som först beskrevs av William Harris Ashmead 1894.  Cardiochiles floridanus ingår i släktet Cardiochiles och familjen bracksteklar. Inga underarter finns listade.